# Морозово (Марёвский район)
Морозово — деревня в Марёвском муниципальном районе Новгородской области, входит в состав Марёвского сельского поселения.
Деревня расположена на Валдайской возвышенности, у ручья Рубежник, в 10,1 км восточнее административного центра Марёвского сельского поселения — села Марёво, к северу от автодороги Демянск — Марёво — Холм.

## История
До 1990-х годов Морозово в составе Липьевского сельсовета. После прекращения деятельности Липьевского сельского Совета в начале 1990-х стала действовать Администрация Липьевского сельсовета, которая была упразднена в начале 2006 года и деревня Морозово, по результатам муниципальной реформы входила в состав муниципального образования — Липьевское сельское поселение Марёвского муниципального района (местное самоуправление), по административно-территориальному устройству была подчинена администрации Липьевского сельского поселения Марёвского района. С 12 апреля 2010 года после упразднения Липьевского сельского поселения Морозово в составе Марёвского сельского поселения.

## Население
| 2010 |
| ---- |
| 2    |

### Национальный состав
По переписи населения 2002 года, в деревне Морозово проживали 5 человек (все русские)

## Инфраструктура
В деревне одна улица — Васильковая.